# أوروبا الآن (الجبل الأسود)
أوروبا الآن هي حركة سياسية موالية لأوروبا ومناهضة للفساد في الجبل الأسود. أسسها ميلويكو سباجيتش وياكوف ميلاتوفيتش ، الوزراء السابقون في حكومة زدرافكو كريفوكابيتش في 26 يونيو 2022.
ستنطلق الحركة لأول مرة في الانتخابات البلدية في أكتوبر 2022.